# 钟花树萝卜
钟花树萝卜（学名：Agapetes pilifera）为杜鹃花科树萝卜属下的一个种。生长在林中树上。